# Carl Bengtsson (jurist)
Carl Emanuel Bengtsson, född den 9 januari 1862 i Bårslövs församling, Malmöhus län, död den 31 januari 1948 i Stockholm, var en svensk jurist.
Bengtsson blev student vid Lunds universitet 1883 och avlade juris utriusque kandidatexamen där 1889. Han blev vice häradshövding 1892, var tillförordnad borgmästare i Örebro stad 1896–1897 och blev adjungerad ledamot i Svea hovrätt 1899. Bengtsson var häradshövding i Medelpads östra domsaga 1901–1931, men tjänstledig för att vara tillförordnad vattenrättsdomare i Mellanbygdens vattendomstol 1919–1931. Han blev riddare av Nordstjärneorden 1911 och kommendör av andra klassen av samma orden 1926.